# Cynthia Hamilton
Cynthia Elinor Beatrix Hamilton, contessa Spencer (Londra, 16 agosto 1897 – Althorp, 4 dicembre 1972), è stata una nobildonna britannica e la nonna paterna di Diana, principessa del Galles.

## Biografia

### Infanzia

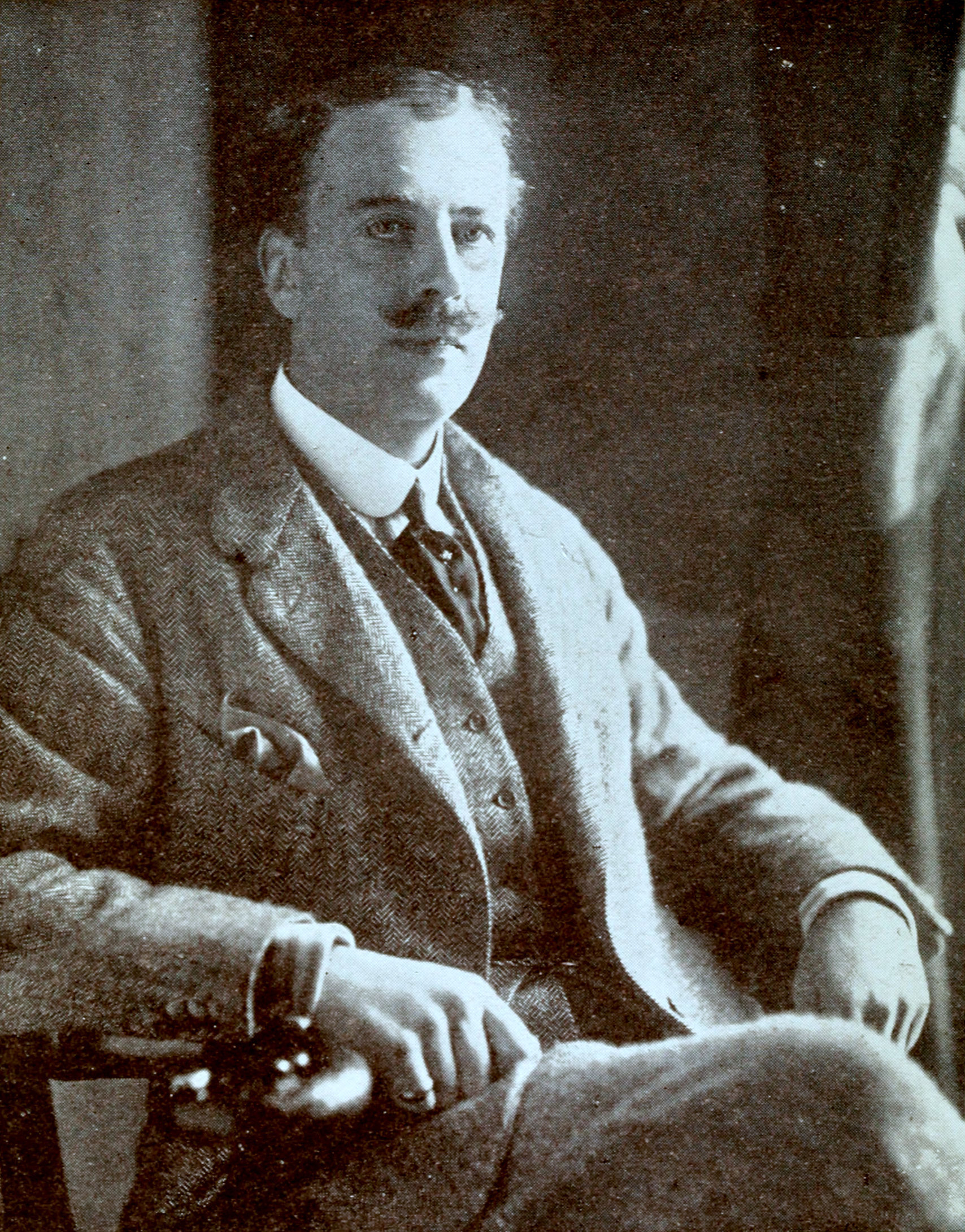
James Hamilton, III duca di Abercorn

Era la figlia di James Hamilton, III duca di Abercorn, e di sua moglie, Lady Rosalind Cecilia Caroline Bingham. I suoi nonni materni erano Charles Bingham, IV conte di Lucan e Lady Cecilia Catherine Gordon-Lennox, figlia di Charles Gordon-Lennox, V duca di Richmond e di Lady Caroline Paget.

### Matrimonio

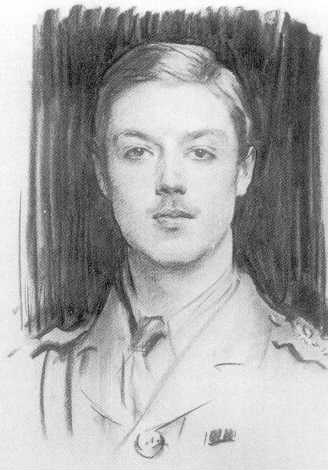
Albert Spencer, VII conte Spencer

Sposò il Visconte Althorp il 26 febbraio 1919 nella chiesa di San Giacomo a Piccadilly, Londra.
Venne nominata Lady of the Bedchamber dalla Regina Elisabetta nel 1937. Ha continuato nel ruolo anche dopo, quando Elisabetta divenne regina madre nel 1952, e rimase in carica fino alla sua morte.

### Morte

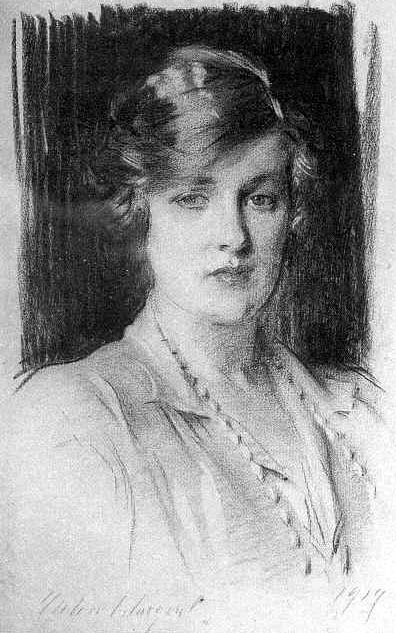
Cynthia Spencer ritratta da John Singer Sargent

Lady Spencer morì nella residenza familiare, ad Althorp, di un tumore al cervello, all'età di 75 anni. Rimase poco conosciuta al di fuori del campo e dei circoli locali fino a quando, vent'anni dopo la sua morte, Andrew Morton scrisse che la principessa di Galles "credeva che la nonna si prendesse cura di lei nel mondo degli spiriti".

## Discendenza
Lord e Lady Spencer ebbero due figli:
- Anne Spencer (4 agosto 1920 - 23 febbraio 2020), sposò Christopher Hughes Balwin Wake-Walker, un capitano della Royal Navy.
- John Spencer, VIII conte Spencer (24 gennaio 1924 - 29 marzo 1992).

## Ascendenza
|                                      |                                    |                                           | Genitori                                    |  |  | Nonni |  |  | Bisnonni                           |  |  | Trisnonni                         |  |
|                                      |                                    |                                           |                                             |  |  |       |  |  | James Hamilton, I duca di Abercorn |  |  | James Hamilton, visconte Hamilton |  |
|                                      |                                    |                                           |                                             |  |  |       |  |  | James Hamilton, I duca di Abercorn |  |  | James Hamilton, visconte Hamilton |  |
|                                      |                                    | Harriet Douglas                           |                                             |  |  |       |  |  | James Hamilton, I duca di Abercorn |  |  |                                   |  |
| James Hamilton, II duca di Abercorn  |                                    |                                           |                                             |  |  |       |  |  | James Hamilton, I duca di Abercorn |  |  |                                   |  |
|                                      |                                    | Louisa Jane Russell                       | John Russell, VI duca di Bedford            |  |  |       |  |  |                                    |  |  |                                   |  |
|                                      |                                    | Louisa Jane Russell                       | John Russell, VI duca di Bedford            |  |  |       |  |  |                                    |  |  |                                   |  |
|                                      |                                    | Louisa Jane Russell                       | Georgiana Gordon                            |  |  |       |  |  |                                    |  |  |                                   |  |
| James Hamilton, III duca di Abercorn |                                    | Louisa Jane Russell                       |                                             |  |  |       |  |  |                                    |  |  |                                   |  |
|                                      |                                    | Richard Curzon-Howe, I conte di Howe      | Penn Assheton Curzon                        |  |  |       |  |  |                                    |  |  |                                   |  |
|                                      |                                    | Richard Curzon-Howe, I conte di Howe      | Penn Assheton Curzon                        |  |  |       |  |  |                                    |  |  |                                   |  |
|                                      |                                    | Richard Curzon-Howe, I conte di Howe      | Sophia Howe                                 |  |  |       |  |  |                                    |  |  |                                   |  |
| Mary Anne Curzon-Howe                |                                    | Richard Curzon-Howe, I conte di Howe      |                                             |  |  |       |  |  |                                    |  |  |                                   |  |
|                                      |                                    | Anne Gore                                 | John Gore                                   |  |  |       |  |  |                                    |  |  |                                   |  |
|                                      |                                    | Anne Gore                                 | John Gore                                   |  |  |       |  |  |                                    |  |  |                                   |  |
|                                      |                                    | Anne Gore                                 | Georgiana Montagu                           |  |  |       |  |  |                                    |  |  |                                   |  |
| Cynthia Hamilton                     |                                    | Anne Gore                                 |                                             |  |  |       |  |  |                                    |  |  |                                   |  |
|                                      | George Bingham, III conte di Lucan | Richard Bingham, II conte di Lucan        |                                             |  |  |       |  |  |                                    |  |  |                                   |  |
|                                      | George Bingham, III conte di Lucan | Richard Bingham, II conte di Lucan        |                                             |  |  |       |  |  |                                    |  |  |                                   |  |
|                                      | George Bingham, III conte di Lucan | Elizabeth Belasyse                        |                                             |  |  |       |  |  |                                    |  |  |                                   |  |
| Charles Bingham, IV conte di Lucan   | George Bingham, III conte di Lucan |                                           |                                             |  |  |       |  |  |                                    |  |  |                                   |  |
|                                      |                                    | Anne Brudenell                            | Robert Brudenell, VI conte di Cardigan      |  |  |       |  |  |                                    |  |  |                                   |  |
|                                      |                                    | Anne Brudenell                            | Robert Brudenell, VI conte di Cardigan      |  |  |       |  |  |                                    |  |  |                                   |  |
|                                      |                                    | Anne Brudenell                            | Penelope Anne Cooke                         |  |  |       |  |  |                                    |  |  |                                   |  |
| Rosalind Bingham                     |                                    | Anne Brudenell                            |                                             |  |  |       |  |  |                                    |  |  |                                   |  |
|                                      |                                    | Charles Gordon-Lennox, V duca di Richmond | Charles Lennox, IV duca di Richmond         |  |  |       |  |  |                                    |  |  |                                   |  |
|                                      |                                    | Charles Gordon-Lennox, V duca di Richmond | Charles Lennox, IV duca di Richmond         |  |  |       |  |  |                                    |  |  |                                   |  |
|                                      |                                    | Charles Gordon-Lennox, V duca di Richmond | Charlotte Gordon                            |  |  |       |  |  |                                    |  |  |                                   |  |
| Cecilia Catherine Gordon-Lennox      |                                    | Charles Gordon-Lennox, V duca di Richmond |                                             |  |  |       |  |  |                                    |  |  |                                   |  |
|                                      |                                    | Caroline Paget                            | Henry William Paget, I marchese di Anglesey |  |  |       |  |  |                                    |  |  |                                   |  |
|                                      |                                    | Caroline Paget                            | Henry William Paget, I marchese di Anglesey |  |  |       |  |  |                                    |  |  |                                   |  |
|                                      |                                    | Caroline Paget                            | Caroline Villiers                           |  |  |       |  |  |                                    |  |  |                                   |  |
|                                      |                                    | Caroline Paget                            |                                             |  |  |       |  |  |                                    |  |  |                                   |  |